# Säuglingssterblichkeit
| Säuglingssterblichkeit international (2013) | in Promille |
| weltweit                                    | 38          |
| OECD (2004)                                 | 5,70        |
| Japan                                       | 1,9         |
| Schweden                                    | 2,3         |
| Tschechien                                  | 2,5         |
| Österreich                                  | 3,1         |
| Deutschland                                 | 3,3         |
| Frankreich                                  | 3,6         |
| Niederlande                                 | 3,8         |
| Großbritannien                              | 3,9         |
| Slowakei                                    | 5,5         |
| Russland                                    | 8,2         |
| Angola                                      | 96          |

Säuglingssterblichkeitsrate weltweit, 2008

Säuglingssterblichkeitsrate in Europa, 2007

Mit der Säuglingssterblichkeit erfasst man den Anteil der Kinder, die vor Erreichung des ersten Lebensjahres sterben. Man gliedert sie so aus der Kindersterblichkeit aus. Eine hohe Säuglingssterblichkeit ist ein Kennzeichen von Unterentwicklung und in Entwicklungsländern besonders häufig anzutreffen.
Die unterschiedlichen Sterblichkeitsraten bei vergleichbar entwickelten Staaten lassen sich zum Teil auf unterschiedliche Traditionen oder der Akzeptanz der Pränataldiagnostik bzw. Präimplantationsdiagnostik durch Eltern oder den Gesetzgeber zurückführen, aber auch auf verschiedene staatliche Angebote zur Betreuung der Mütter und Neugeborenen.
In den meisten Industrieländern lässt sich eine erhöhte Säuglingssterblichkeit bei sozial benachteiligten Gruppen nachweisen, dazu zählen in Deutschland etwa arme Menschen und Menschen mit Migrationshintergrund. Für diese Säuglingssterblichkeit werden ungenügende Gesundheitsvorsorge während der Schwangerschaft, Fehlernährung und unzureichende Inanspruchnahme von präventiven Gesundheitsleistungen vermutet, ohne damit alle Aspekte abdecken zu können.
In Deutschland sterben mehr männliche als weibliche Säuglinge.

## Geschichte
Wird die Säuglingssterblichkeit heute üblicherweise in Promille erfasst, so erfolgte dies bis weit ins 20. Jahrhundert aufgrund der damals deutlich höheren Opferzahlen in Prozent. So zeigt eine anlässlich der Gründung eines „Landesausschuß für Säuglings- und Kleinkinderfürsorge in Mecklenburg“ vorgelegte Statistik aus dem Jahr 1917, dass zwischen 1886 und 1910 im Großherzogtum Mecklenburg-Schwerin von den Lebendgeborenen innerhalb des ersten Lebensjahres konstant zwischen 16,2 und 17,1 Prozent starben. Bis zum fünften Lebensjahr starben im gleichen Zeitraum zwischen 21,0 und 24,4 Prozent. Dies bedeutet, dass zu dieser Zeit im ersten Lebensjahr etwa jedes sechste, bis zum fünften etwa jedes vierte Kind starb.
Ähnliche Todesraten gab es im gesamten Deutschen Reich.
1908 stellte der Kinderarzt und Sozialhygieniker Hugo Neumann auf Berlin bezogene statistische Daten zur Säuglingssterblichkeit, zur Art der Säuglingsernährung sowie zur Wohnungsgröße als Indikator für den ökonomischen Status der Familie zusammen. Seine Statistik dokumentierte, dass die Säuglingssterblichkeit mit sinkendem ökonomischen Status zunahm und dass zudem eine auf künstlicher Säuglingsnahrung basierende Ernährung in jeder sozialen Schicht mit einer im Vergleich zum Stillen um ein Vielfaches höheren Säuglingssterblichkeit einherging. Mit 23 Prozent am höchsten war in Berlin die Sterblichkeit von Säuglingen, bei denen beide Faktoren zusammentrafen.
Fasst man nach der Studie zu den 1970er Jahren (siehe unten) die wichtigsten Ergebnisse zusammen, so ist
die Säuglingssterblichkeit am geringsten, wenn
> das Kind ehelich ist
> das Kind bei der Geburt zwischen 3500 und 4500 g wiegt
> die Mutter etwa 20 bis 35 Jahre alt ist
> es sich um das erste oder zweite Kind handelt
> seit der letzten Geburt mindestens etwa 2 Jahre vergangen sind.
Sie ist am größten, wenn
> das Kind unehelich ist
> das Kind untergewichtig (unter 2500 g Geburtsgewicht) ist
> die Mutter noch keine 20 oder über 40 Jahre alt ist
> es sich um fünfte oder weitere Kinder handelt
> seit der Geburt des letzten Kindes weniger als 2 Jahre oder mehr als 10 Jahre vergangen sind.